# Viviparus viviparus
Viviparus viviparus е вид коремоного от семейство Viviparidae.

## Разпространение
Видът е разпространен в Азербайджан, Албания, Белгия, Босна и Херцеговина, България, Великобритания, Германия, Грузия, Дания, Естония, Йемен, Иран, Ирландия, Латвия, Литва, Люксембург, Нидерландия, Норвегия, Полша, Португалия, Северна Македония, Румъния, Русия (Калининград), Словения, Турция, Украйна, Франция, Хърватия, Черна гора, Чехия и Швеция.